# Charles Williams (compositor)
Charles Williams (Londres, 8 de mayo de 1893-Findon Valley, Worthing, 7 de septiembre de 1978) fue un compositor y director de orquesta británico que, principalmente, contribuyó con su música a más de 50 películas. Aunque su carrera se extendió desde 1934 hasta 1968, gran parte de su trabajo llegó a la gran pantalla como música de archivo y, por tanto, sin acreditar.

## Biografía
Williams nació en Londres como Isaac Cozerbreit en 1893. Comenzó su carrera como violinista por libre en teatros, cines y orquestas sinfónicas y más tarde estudió composición con Norman O'Neill en la Royal Academy of Music. En 1933 entró como compositor en la productora y distribuidora de películas, Gaumont British Films, donde permaneció hasta 1939. Compuso la música de diferentes películas y programas de radio británicos y, tras el final de la Segunda Guerra Mundial, se convirtió en director de la nueva Queen's Hall Light Orchestra. Más tarde, formó su propia orquesta de conciertos.
Murió en Findon Valley, Worthing, West Sussex, a los 85 años.

## Composiciones de música ligera
Compuso muchas piezas orquestales y marchas para sus conjuntos orquestales, que se grabaron en la categoría de 'Mood Music' de música ligera que durante la década de 1950 se hicieron familiares como temas característicos en el cine y la televisión, a menudo con sus propias grabaciones. Entre ellas:
- "Blue Devils", una marcha popular y el primer éxito de Williams como compositor. Fue publicada originalmente como "The Kensington March" y escrita para la inauguración del cine de Kensington en 1926, donde Williams dirigió la orquesta del cine. Cuando dejó el cine en 1928, la marcha pasó a llamarse "Blue Devils" y se publicó por primera vez con ese nombre en 1929,[2] dedicada al regimiento del Ejército Territorial Kensington Rifles. Su perdurable popularidad llevó a la London Palladium Orchestra a grabarla para HMV en 1933.
- "Devil's Galop" , El galop del diablo, fue la sintonía del serial radiofónico Dick Barton (1946-1951).
- "The Young Ballerina" acompañó a "The Potter's Wheel", probablemente el más famoso de los interludios de la BBC de los años cincuenta.
- "The Old Clockmaker" fue elegido como tema radiofónico para la novela seriada Jennings at School.
- "Girls in Grey", escrita originalmente para el Women's Junior Air Corp durante la Segunda Guerra Mundial, se convirtió más tarde en el tema del noticiario de la BBC.
- "High Adventure", ligeramente adaptada, se sigue utilizando como sintonía principal del programa Friday Night is Music Night de la BBC Radio 2.
- "A Quiet Stroll" se utilizó para el programa Farming de la BBC Television en su lanzamiento en 1957, así como para un programa más reciente, Tracks.
- "Rhythm on Rails" se utilizaba a menudo en los programas Morning Music de la BBC, pero, contrariamente a lo que se dice, no era su melodía característica.
- "Majestic Fanfare" (1935) fue utilizada por la Australian Broadcasting Corporation (ABC) durante muchos años como sintonía característica de sus noticiarios de radio y televisión, a partir de 1952. Una versión reorquestada por Richard Mills en 1988,[3] se sigue utilizando en los noticiarios de radio desde 2020.[4]

También compuso el popular pastiche de concierto para piano El sueño de Olwen para la película While I Live (Mientras viva).

## Composiciones cinematográficas
- The Citadel (La ciudadela) – 1938
- Hey! Hey! USA – 1938
- Strange Boarders – 1938
- They Came by Night (1940)
- Tower of Terror (1941)
- My Wife's Family (1941)
- Kipps – 1941
- The Night Has Eyes – 1942
- The Young Mr. Pitt – 1942
- Women Aren't Angels – 1942
- Warn That Man – 1943
- Thursday's Child – 1943
- Medal for the General – 1944
- English Without Tears – 1944
- The Way to the Stars – 1945 (con Nicolas Brodszky)
- Carnival – 1946
- Quiet Weekend – 1946
- While I Live – 1947 ("The Dream of Olwen" apareció en esta película)
- The Romantic Age – 1949
- The Apartment – 1960 ("Jealous Lover", pieza musical utilizada en The Romantic Age (1949) y también conocida como "El tema de El apartamento")